# Сан-Джорджо-Лукано
Сан-Джорджо-Лукано (італ. San Giorgio Lucano) — муніципалітет в Італії, у регіоні Базиліката,  провінція Матера.
Сан-Джорджо-Лукано розташований на відстані близько 390 км на південний схід від Рима, 80 км на південний схід від Потенци, 65 км на південь від Матери.
Населення — 1237 осіб (2014).
Щорічний фестиваль відбувається 16 серпня. Покровитель — святий Рох.

## Демографія
Населення за роками:

Станом на 1 січня 2023 року в муніципалітеті офіційно проживало 49 іноземців з 5 країн, серед них 29 громадян країн Євросоюзу.

## Сусідні муніципалітети
- Черсозімо
- Нокара
- Ноеполі
- Оріоло
- Сенізе
- Вальсінні